# ماویلا (آلاباما)
ماویلا (به انگلیسی: Mauvilla) یک منطقهٔ مسکونی در ایالات متحده آمریکا است که در شهرستان موبایل، آلاباما واقع شده‌است. ماویلا ۴۷٫۸۵ متر بالاتر از سطح دریا واقع شده‌است.